# Chris Hesse
Christopher River Hesse, né le 26 janvier 1974  dans le comté de Humboldt en Californie, est le batteur du groupe de rock américain Hoobastank.

## Biographie
Le père et la mère de Chris Hesse étaient des musiciens actifs et l'ont encouragé dès sa prime jeunesse de suivre leurs traces. Il a commencé dès l'âge de 5 ans à jouer du piano et de la batterie. À la mi-adolescence, la guitare est devenue plus attrayante. Il prend des leçons de guitare et de chant afin d'élargir son horizon musical. En milieu scolaire, il choisit la batterie et commence sa carrière en tant que batteur. À cette époque, il travaille dans un magasin de batterie, où il s'est familiarisé avec les batteries de marque Yamaha. Son expérience au piano l'a aidé à maîtriser d'autres types de percussion telles cloches, tympani et bien d'autres. 
Il signe avec Yamaha en 2001.